# Cerito Films
Cerito Films est une société française de production cinématographique créée en 1971 par l'acteur Jean-Paul Belmondo. Les activités de la société sont dans la production déléguée, production associée, coproduction, distribution.
Jean-Paul Belmondo s'est vite associé avec son attaché de presse, René Chateau, pour distribuer ses propres films. Le nom de sa société est un hommage à sa grand-mère Rosine Cerrito. Le duo s'est bâti une solide réputation du marketing au service du cinéma avec des campagnes publicitaires hors du commun pour le cinéma de l'époque. Jean-Paul Belmondo se fait rare sur les plateaux de télé pour ne pas lasser son public, et il devient surtout omniprésent dans des bandes annonces efficaces qui portent la griffe de Cerito-René Chateau Distribution. Il devient une star portée par l’affiche, élevée au rang d'art promotionnel. L'affiche doit susciter la curiosité massive et l'envie des premiers amateurs de VHS sur les jaquettes vidéo.
En 1990, Cerito est racheté par Canal+.
La société (SIREN 722002912) a été radiée le 11 avril 1997.

## Filmographie sélective
- 1972 : Docteur Popaul de Claude Chabrol
- 1973 : Le Magnifique de Philippe de Broca
- 1974 : Stavisky d'Alain Resnais
- 1975 : Peur sur la ville d'Henri Verneuil
- 1975 : L'Incorrigible de Philippe de Broca
- 1976 : L'Alpagueur de Philippe Labro
- 1976 : Le Corps de mon ennemi d'Henri Verneuil
- 1977 : L'Animal de Claude Zidi
- 1979 : Flic ou voyou de Georges Lautner
- 1980 : Le Guignolo de Georges Lautner
- 1981 : Le Professionnel de Georges Lautner
- 1982 : L'As des as de Gérard Oury
- 1983 : Le Marginal de Jacques Deray
- 1984 : Les morfalous de Henri Verneuil
- 1984 : Joyeuses Pâques de Georges Lautner
- 1985 : Hors-la-loi de Robin Davis
- 1985 : Hold-up de Alexandre Arcady
- 1987 : Le solitaire de Jacques Deray
- 1988 : Chocolat de Claire Denis
- 1988 : Itinéraire d'un enfant gâté de Claude Lelouch
- 1990 : Tom et Lola de Bertrand Arthuys
- 1993 : Le Nombril du monde d'Ariel Zeitoun